# ویلی واتسن
ویلی واتسن (به انگلیسی: Willie Watson) بازیکن فوتبال زادهٔ ۷ مارس ۱۹۲۰ اهل انگلستان که سابقهٔ بازی در تیم ملی فوتبال انگلستان را در کارنامهٔ خود دارد. وی در تاریخ ۱۶ نوامبر ۱۹۴۹ نخستین بازی ملی خود را در مقابل تیم ملی فوتبال ایرلند شمالی انجام داد و با حضور در ۴ بازی ملی، در تاریخ ۲۰ نوامبر ۱۹۵۰ واپسین بازی ملی‌اش را در برابر تیم ملی فوتبال یوگسلاوی برگزار کرد.